# Недовіра
Недові́ра — відсутність довіри, невпевненість у порядності й доброзичливості іншої сторони, підозріле ставлення до кого-, чого-небудь. Також може вживатися у значенні втрати віри у що-небудь; зневіри.

## Проблема недовіри
Головною соціально-психологічною функцією довіри є моделювання цілісності буття людини. Коли такого моделювання немає, у людини починає виникати образ недовіри до світу, до оточення. Люди з базисною довірою до світу, попри те, що в дорослому віці зустрічаються з проявами підступності та обману, все ж зберігають позитивне світосприйняття і здатні насолоджуватися життям. Особи, котрі від народження мають комплекс базової недовіри до світу, постійно відчувають депресію, тривогу, страх, ворожість до оточення. Вони не довіряють знайомим, друзям, ворогам, близьким і далеким родичам, а часом і самим собі.
Якщо поглянути на ці дві групи людей з точки зору соціалізації та адаптації до суспільних норм і правил поведінки, то люди з базисною довірою до світу швидко і без особливих ускладнень пройдуть цей процес, а люди з базисною системою недовіри — навпаки. Саме останнім буде набагато складніше подолати процес соціалізації, а адаптація їх відбуватиметься з ускладненнями і протиріччями (а може й взагалі не відбутися або відбутися частково).

### Недовіра до світу
Через недовіру можемо спостерігати соціальне відчуження людей один від одного, самотність, неприйняття один одного та відсутність взаєморозуміння, зростання агресивності та жорстокості.
Тільки довіра до світу дає людині сподівання почувати себе гідною довіри, сприяє її саморозумінню та самоприйняттю, виступає запорукою її психічного здоров'я.
За відсутності довіри людині важко створити близькі стосунки з людьми. Через це вона ризикує потрапити в самоізоляцію від людей.

### Недовіра до себе
Основою високої довіри до себе є позитивний дитячий досвід довіри. Вважається, якщо позитивний досвід переважає, відбувається підвищення довіри до світу, яке стимулює зростання довіри до себе. І навпаки, переживання негативного досвіду довіри до людей, знижуючи довіру до світу, автоматично призводить до зменшення довіри до себе.
Встановлення довіри до себе як феномена самосвідомості відіграє значну роль у розвитку особистості та суттєво впливає на перебіг усього людського життя.